# St. Laurentius (Stalldorf)

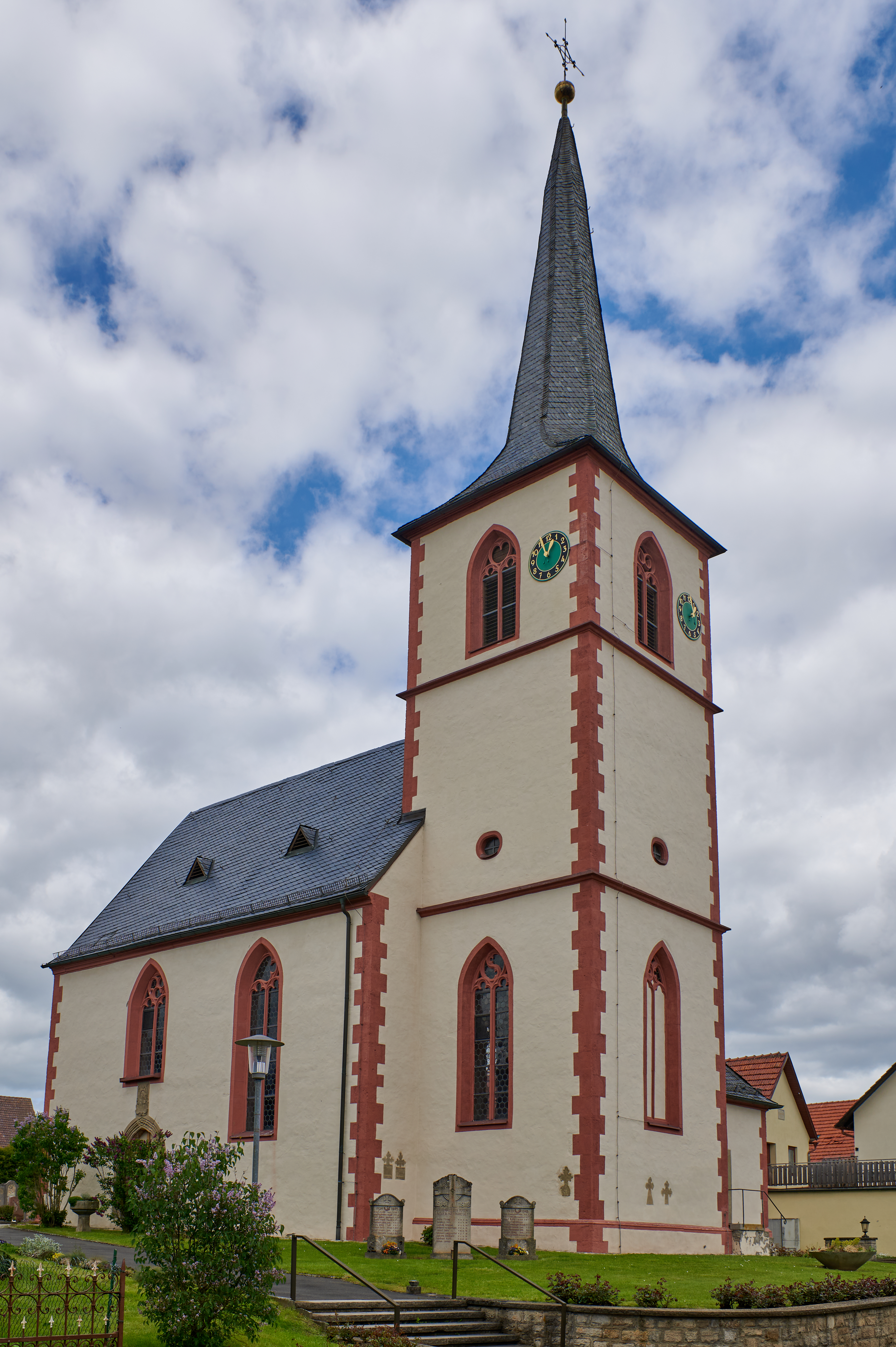
St. Laurentius (Stalldorf)

Die römisch-katholische, denkmalgeschützte Pfarrkirche St. Laurentius steht in Stalldorf, einem Gemeindeteil der Gemeinde Riedenheim im Landkreis Würzburg (Unterfranken, Bayern). Die Kirche ist unter der Denkmalnummer D-6-79-179-43 als Baudenkmal in der Bayerischen Denkmalliste eingetragen. Die Pfarrei gehört zur Pfarreiengemeinschaft Tauber Gau (Röttingen) im Dekanat Ochsenfurt des Bistums Würzburg.

## Beschreibung
Die Saalkirche wurde 1617 unter Julius Echter von Mespelbrunn erbaut und im 18. Jahrhundert erneuert. Sie besteht aus einem Langhaus, das mit einem Satteldach bedeckt ist, und einem dreigeschossigen Chorturm im Osten, der mit einem achtseitigen Knickhelm bedeckt ist. Sein oberstes Geschoss beherbergt die Turmuhr und den Glockenstuhl, in dem drei Kirchenglocken hängen, die von der Glockengießerei Heinrich Humpert unter dem Namen Glockengießerei Albert Junker gegossen wurden. Zur Kirchenausstattung gehören der 1783 gebaute Hochaltar, der mindestens teilweise vom Ochsenfurter Künstler Johann Adam Geßner geschaffen wurde und die 1785 aufgestellte Kanzel von Johann Georg Ziegler.